# Dawson City, Jukon
Dawson City je naselje in nekdanje mesto v Yukonu, Kanada. Je drugo največje mesto v Yukonu, za Whitehorseom in ima 1.577 prebivalcev.
Dawson je bil največji med zlato mrzlico v Klondiku leta 1898 in je služil kot rudarska baza. Mnogi ljudje so obogateli ne z iskanjem zlata, temveč z vodenjem penzionov/splošnih trgovin zaradi dobrega poslovanja z vsemi rudarji. Bil je glavno mesto Yukona od leta 1898 do 1952.